# Oxnard
Oxnard és una ciutat ubicada al Comtat de Ventura a Califòrnia, Estats Units d'Amèrica, de 197.067 habitants segons el cens de l'any 2009 i amb una densitat de 2.942 per km². Oxnard és la 121a ciutat més poblada del país. Es troba a uns 100 quilòmetres per carretera a l'oest de Los Angeles.